# سيسيل جيمس كارول
سيسيل جيمس كارول (بالإنجليزية: Cecil Carroll)‏ هو موظف مدني وضابط شرطة وضابط أسترالي، ولد في 8 يوليو 1888 في Woombye, Queensland ‏ في أستراليا، وتوفي في 21 مايو 1970 في بريزبان في أستراليا.